# Ереванская государственная консерватория имени Комитаса
Ереванская государственная консерватория имени Комитаса (ЕГК, арм. Երևանի Կոմիտասի անվան պետական կոնսերվատորիա) в Армении была основана в 1921 году при содействии Романоса Меликяна, вначале как музыкальная студия, а спустя два года — уже как высшее музыкальное учебное заведение. Расположена на площади Франции, напротив театра оперы и балета имени А. А. Спендиарова и музея Ерванда Кочара.
Необходимость создания такого учебного заведения назрела уже давно, однако отсутствие государственности препятствовало её созданию. И только с обретением независимости стало возможным создание в Армении музыкального вуза. Все предпосылки для этого к тому времени уже имелись.
Во-первых, это наличие богатого в своем жанровом многообразии народного и народно-профессионального искусства.
Во-вторых, это сформировавшееся ещё к середине XIX века национальное профессиональное композиторское искусство, которое представляли такие крупные в истории армянской музыкальной культуры деятели, как Комитас, Т. Чухаджян, Х. Кара-Мурза, М. Екмалян, А. Тигранян, А. Спендиаров и другие. Хотя деятельность большинства из них происходила вне пределов Армении (в Константинополе, Тифлисе, Москве, Санкт-Петербурге), именно их творчество вызвало к жизни первую армянскую национальную оперу («Аршак II» — Т. Чухаджян, 1868 г.), оперетту, литургию, классические ансамбли, романсы и пр.
Консерватория является одним из организаторов международного конкурса имени Арама Хачатуряна.

## Ректоры
- Романос Меликян (1921—1924)
- Аршак Адамян (1924—1926)
- Анушаван Гевондян (1926—1930)
- Спиридон Меликян (1930—1931)
- Вардан Самвелян (1933—1936)
- Константин Сараджев (1936—1938; 1940—1954)
- Самсон Гаспарян (1938—1940)
- Григорий Егиазарян (1954—1960)
- Лазарь Сарьян (1960—1986)
- Эдгар Оганисян (1986—1991)
- Тигран Мансурян (1992—1995)
- Армен Смбатян (1995—2002)
- Сергей Сараджян (2002-2011)
- Шаген Шагинян (2011-2018)

## Галерея

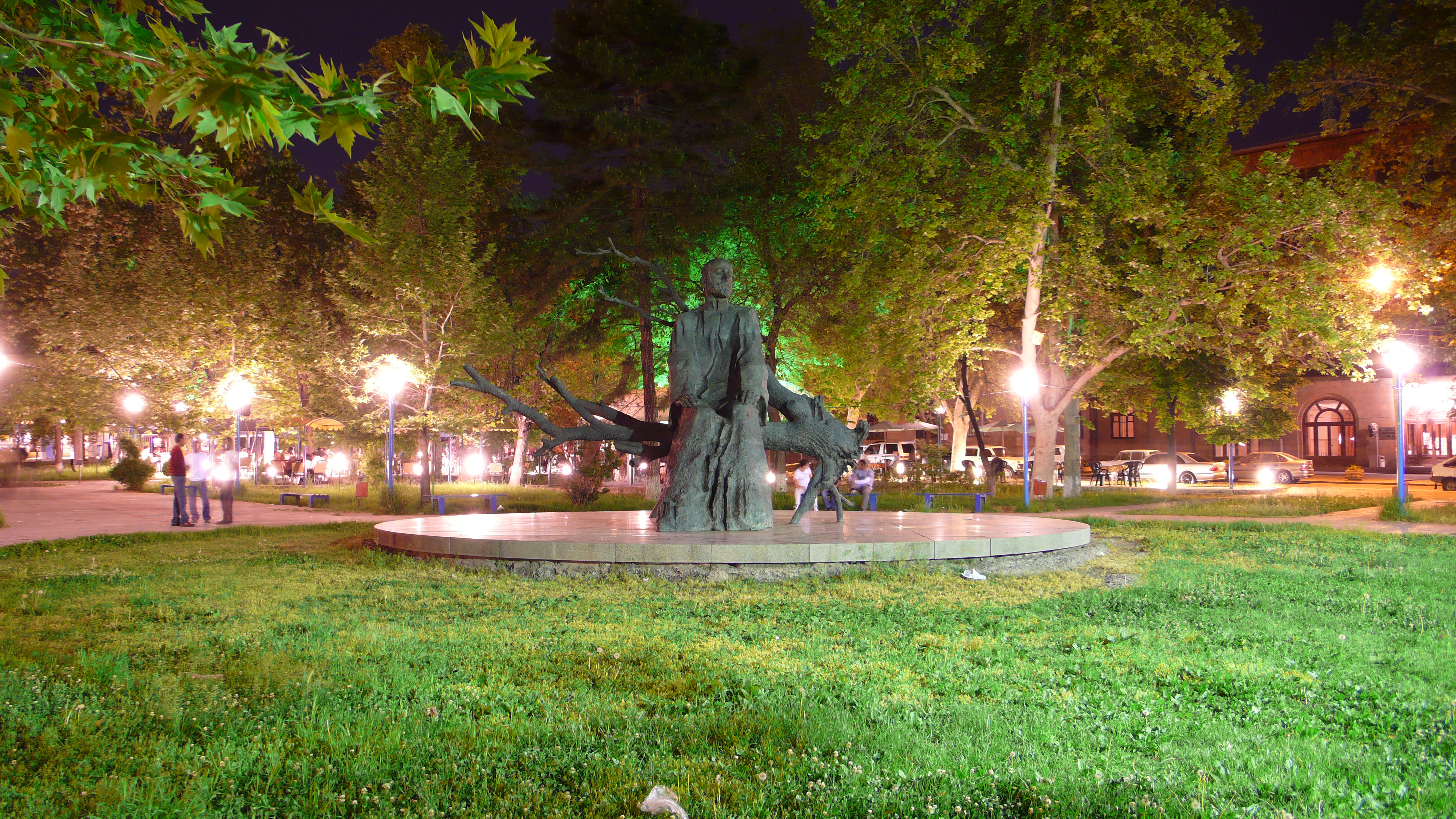
Памятник Комитасу перед зданием консерватории
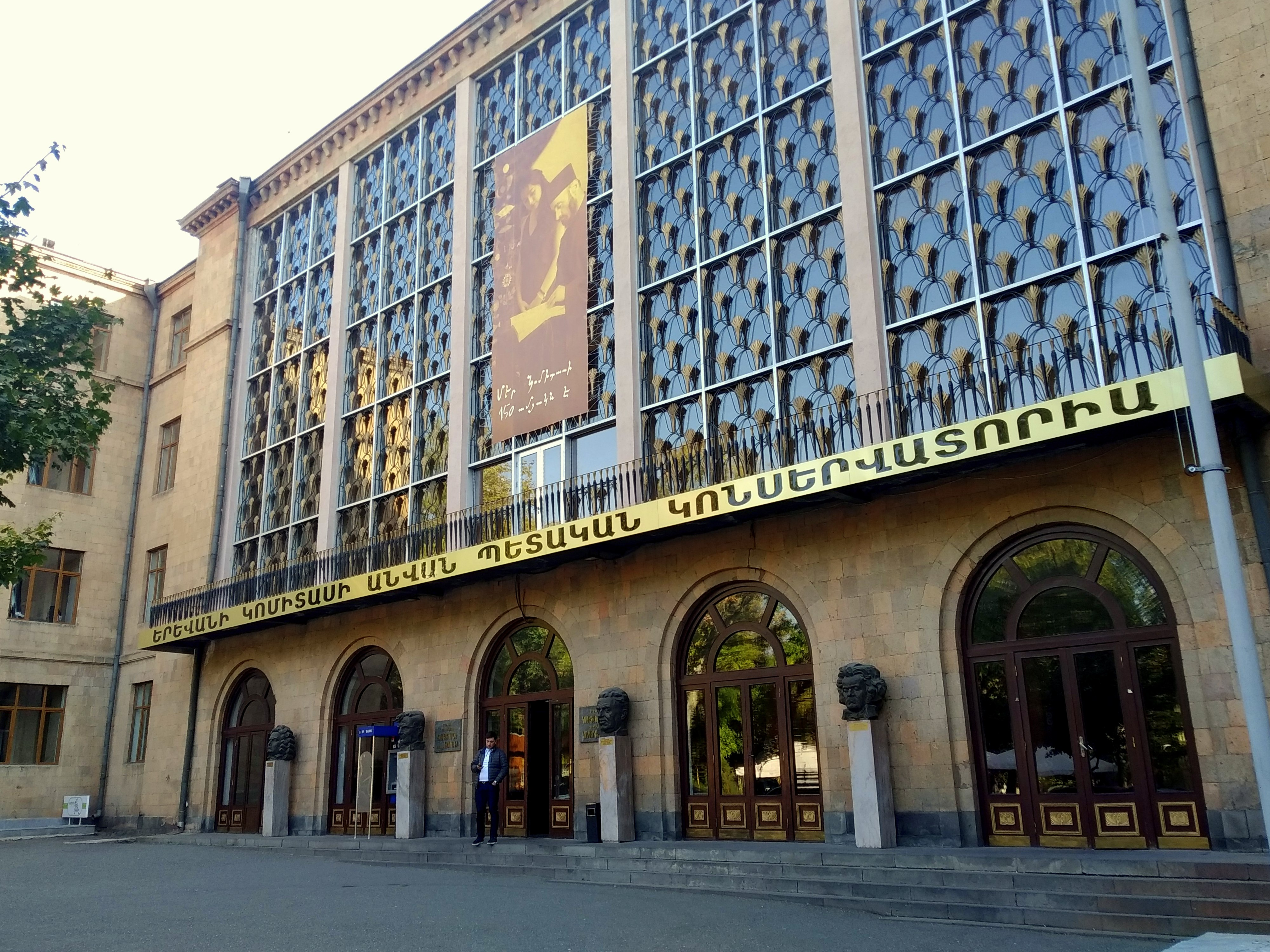
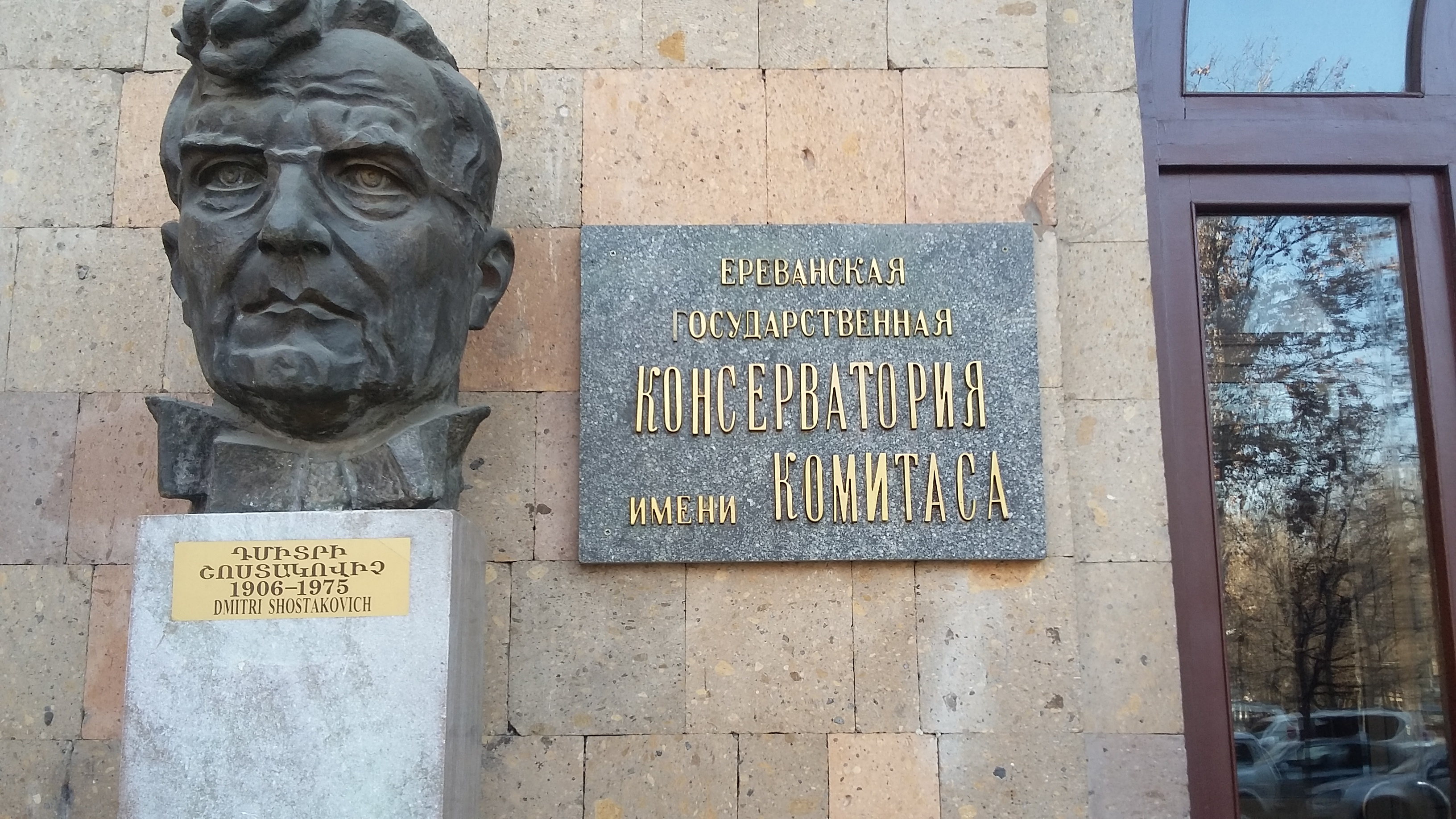
Бюст Дмитрия Шостаковича
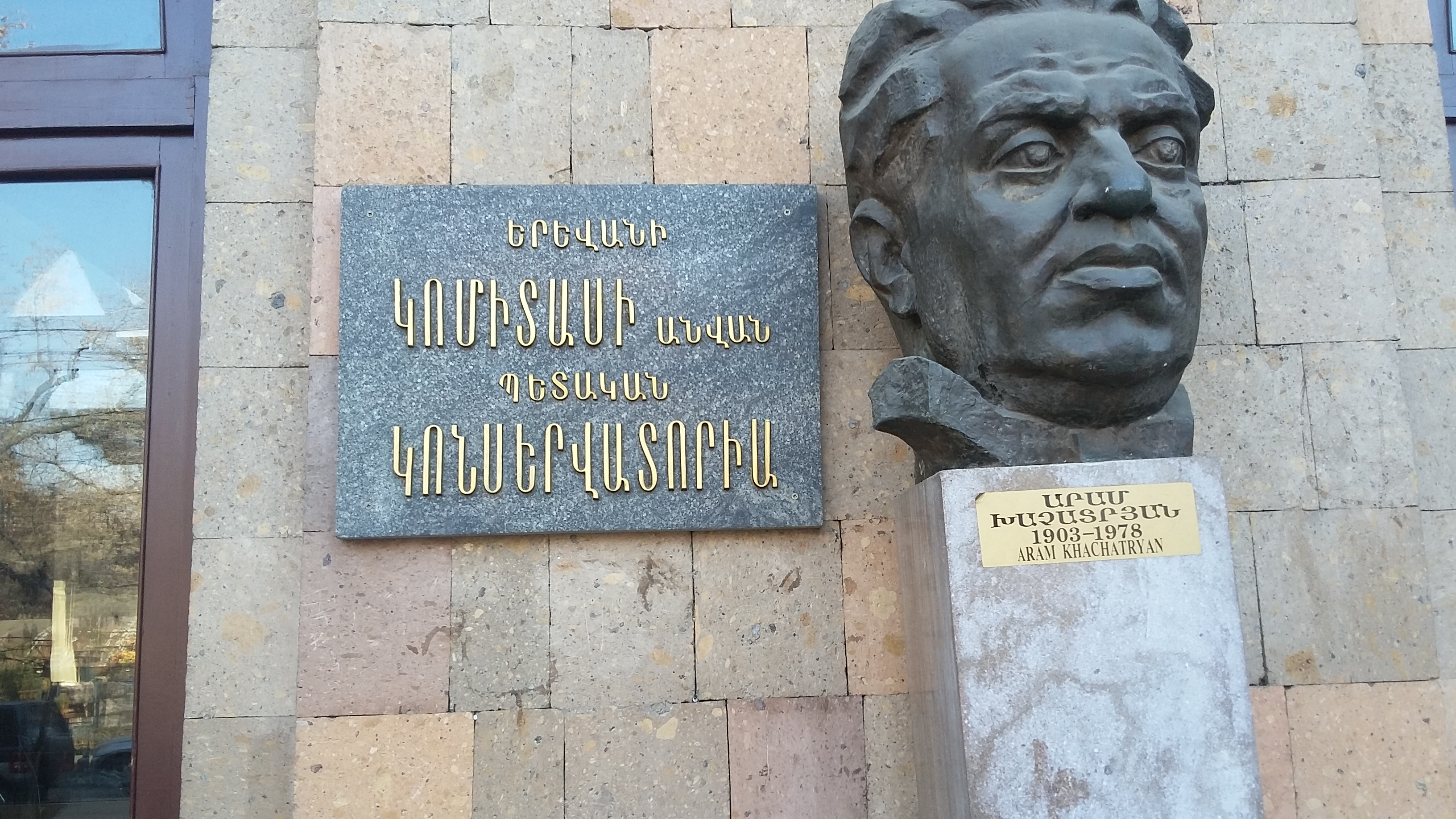
Бюст Арама Хачатуряна